# Черемушки (Ялуторовський район)
Чере́мушки (рос. Черёмушки) — селище у складі Ялуторовського району Тюменської області, Росія.
Населення — 167 осіб (2010, 169 у 2002).
Національний склад станом на 2002 рік:
- татари — 45 %
- росіяни — 44 %